# Vander Blue
Vander Lee Blue (Milwaukee, 17 luglio 1992) è un cestista statunitense.

## Statistiche

### College
| Anno      | Squadra             | PG  | PT | MP   | TC%  | 3P%  | TL%  | RP  | AP  | PRP | SP  | PP   |
| --------- | ------------------- | --- | -- | ---- | ---- | ---- | ---- | --- | --- | --- | --- | ---- |
| 2010-2011 | Marquette G. Eagles | 37  | 12 | 19,0 | 39,4 | 16,0 | 60,8 | 2,8 | 1,6 | 0,9 | 0,2 | 5,1  |
| 2011-2012 | Marquette G. Eagles | 35  | 34 | 25,7 | 41,3 | 25,8 | 70,8 | 4,5 | 2,6 | 1,1 | 0,2 | 8,4  |
| 2012-2013 | Marquette G. Eagles | 34  | 34 | 33,0 | 45,4 | 30,3 | 75,6 | 3,2 | 1,8 | 1,1 | 0,0 | 14,8 |
| Carriera  | Carriera            | 106 | 80 | 25,7 | 42,9 | 27,7 | 70,4 | 3,5 | 2,0 | 1,0 | 0,1 | 9,3  |

### NBA

#### Regular Season
| Anno      | Squadra        | PG | PT | MP   | TC%  | 3P%  | TL%  | RP  | AP  | PRP | SP  | PP   |
| --------- | -------------- | -- | -- | ---- | ---- | ---- | ---- | --- | --- | --- | --- | ---- |
| 2013-2014 | Boston Celtics | 3  | 0  | 5,0  | 50,0 | 0,0  | 20,0 | 1,0 | 0,3 | 0,0 | 0,0 | 1,7  |
| 2014-2015 | L.A. Lakers    | 2  | 1  | 37,0 | 30,0 | 20,0 | 40,0 | 4,5 | 4,0 | 1,5 | 0,0 | 11,0 |
| 2017-2018 | L.A. Lakers    | 5  | 0  | 9,0  | 20,0 | 0,0  | 50,0 | 0,2 | 0,6 | 0,2 | 0,0 | 0,6  |
| Carriera  | Carriera       | 10 | 1  | 13,4 | 30,8 | 15,4 | 33,3 | 1,3 | 1,2 | 0,4 | 0,0 | 3,0  |

### G League

#### Regular Season
| Anno      | Squadra          | PG  | PT  | MP   | TC%  | 3P%  | TL%  | RP  | AP  | PRP | SP  | PP   |
| --------- | ---------------- | --- | --- | ---- | ---- | ---- | ---- | --- | --- | --- | --- | ---- |
| 2013-2014 | Maine Red Claws  | 1   | 0   | 24,9 | 41,7 | 50,0 | 50,0 | 2,0 | 4,0 | 0,0 | 0,0 | 13,0 |
| 2013-2014 | Delaware 87ers   | 16  | 13  | 33,6 | 39,2 | 36,2 | 75,0 | 5,3 | 3,9 | 1,4 | 0,1 | 18,6 |
| 2013-2014 | Idaho Stampede   | 10  | 1   | 23,3 | 39,2 | 25,0 | 82,2 | 3,2 | 1,2 | 1,4 | 0,2 | 14,4 |
| 2014-2015 | L.A. D-Fenders   | 49  | 47  | 37,3 | 47,3 | 41,6 | 72,7 | 5,4 | 5,3 | 1,9 | 0,1 | 23,3 |
| 2015-2016 | L.A. D-Fenders   | 48  | 48  | 38,3 | 44,0 | 33,0 | 81,0 | 5,0 | 3,4 | 1,8 | 0,0 | 26,3 |
| 2016-2017 | L.A. D-Fenders   | 47  | 46  | 34,8 | 43,4 | 35,1 | 80,7 | 5,1 | 3,0 | 1,6 | 0,1 | 24,8 |
| 2017-2018 | South Bay Lakers | 15  | 13  | 34,7 | 39,0 | 33,3 | 82,4 | 3,5 | 5,3 | 1,5 | 0,1 | 19,0 |
| 2018-2019 | Wisconsin Herd   | 22  | 10  | 28,7 | 34,0 | 20,3 | 73,4 | 4,2 | 2,9 | 1,2 | 0,0 | 8,8  |
| 2018-2019 | Texas Legends    | 17  | 4   | 26,4 | 41,8 | 32,1 | 78,3 | 3,4 | 1,8 | 1,2 | 0,1 | 13,1 |
| 2019-2020 | S.C. Warriors    | 14  | 7   | 24,9 | 38,6 | 44,2 | 77,8 | 2,4 | 1,5 | 0,6 | 0,0 | 8,6  |
| Carriera  | Carriera         | 239 | 189 | 33,7 | 43,1 | 34,5 | 78,4 | 4,6 | 3,5 | 1,5 | 0,1 | 20,3 |

#### Playoffs
| Anno     | Squadra        | PG | PT | MP   | TC%  | 3P%  | TL%  | RP  | AP  | PRP | SP  | PP   |
| -------- | -------------- | -- | -- | ---- | ---- | ---- | ---- | --- | --- | --- | --- | ---- |
| 2016     | L.A. D-Fenders | 9  | 9  | 43,4 | 42,8 | 28,3 | 86,7 | 6,9 | 3,1 | 1,8 | 0,2 | 26,4 |
| 2017     | L.A. D-Fenders | 3  | 3  | 36,0 | 49,2 | 14,3 | 73,9 | 4,7 | 2,3 | 2,0 | 0,0 | 25,7 |
| Carriera | Carriera       | 12 | 12 | 41,6 | 44,3 | 25,0 | 83,7 | 6,3 | 2,9 | 1,8 | 0,2 | 26,3 |

## Palmarès

### Squadra
- Coppa Italia: 1

Auxilium Torino: 2018

### Individuale
- MVP Coppa Italia Serie A: 1

Auxilium Torino: 2018
- NBDL MVP (2017)
- All-NBDL First Team (2016, 2017)